# Септимий Бас
Септимий Бас (Septimius Bassus; fl. 317 – 319) е политик на Римската империя по времето на император Константин I Велики.

## Биография
Роден е в сенаторска фамилия. Син е на Помпония Баса (* ок. 250) и Луций Септимий Север (* ок. 245). Неговият дядо по бащина линия е Луций Септимий (* ок. 210), син на Гай Септимий Север Апер от Лептис Магна. Неговите дядо и баба по майчина линия са римския сенатор Помпоний Бас и благородничката Помпония Гратидия. Дядо му Помпоний Бас е син на Ания Фаустина и е праправнук на император Марк Аврелий и императрица Фаустина Млада и брат на Помпония Умидия.
Той става praefectus urbi на Рим от 15 май 317 до 1 септември 319 г. Баща е на Септимия, която е първата съпруга на Луций Валерий Максим Василий (консул 327 г.) и майка на Луций Валерий Септимий Бас (praefectus urbi 379 – 383 г.).